# Hiúságok máglyája (film)
A Hiúságok máglyája (The Bonfire of the Vanities) Tom Wolfe azonos című regényéből készült, 1990-es amerikai film Brian De Palma rendezésében. A főszerepekben Tom Hanks, Bruce Willis, Melanie Griffith és Morgan Freeman láthatók.

## Szereplők
| Szereplő           | Színész          | Magyar hang            |
| ------------------ | ---------------- | ---------------------- |
| Sherman McCoy      | Tom Hanks        | Sinkovits-Vitay András |
| Peter Fallow       | Bruce Willis     | Csernák János          |
| Maria Ruskin       | Melanie Griffith | Kiss Erika             |
| Judy McCoy         | Kim Cattrall     | Györgyi Anna           |
| Jed Kramer         | Saul Rubinek     | Varga T. József        |
| Leonard White bíró | Morgan Freeman   | Bodor Tibor            |

## Háttér és fogadtatás
De Palma Peter Fallow szerepét felajánlotta Jack Nicholsonnak és John Cleese-nek is (Fallow a könyv szerint angol), azonban mindketten elutasították. Mikor a rendező képtelen volt színészt találni, a stúdió nyomására Bruce Willis (aki az 1988-as sikerfilm, a Drágán add az életed! főszerepét játszotta) kapta meg a lehetőséget.
A stúdió továbbá meglehetősen szabadosan állt hozzá az alapanyaghoz, Sherman McCoy karakterét sokkal szimpatikusabbá tették, s beleszőttek a cselekménybe egy mellékszálat, ami Leonard White bíró körül forog. Kezdetben Walter Matthaut képzelték el a szerepre, ám a színész egymillió dollárt kért feltűnéséért. A producerek nem egyeztek bele az összegbe, így Alan Arkinnal írtak alá szerződést, akinek 150 ezer dollár lett volna a gázsija. Arkint azonban felváltotta Morgan Freeman, amikor a stúdió úgy döntött, a bíró etnikumát afroamerikaira cserélik zsidóról, hogy mérsékeljék a filmet ért kritikákat a faji politikája miatt. A bírónak adták a végső ítélet kimondását is a főszereplők manipulatív cselekedeteivel kapcsolatban.
Számos kritika illette a szereposztást, különösen Hanks és Willis szerepeltetését mint McCoy, illetve Fallow. Más meglátások azt tartalmazták, hogy a film egy jól kivitelezett felvétellel kezdődik, azonban az első két jelenet borzasztóra sikeredett, s túl sok időt pazarolnak arra a készítők, hogy Sherman McCoy karakterét szerethetővé tegyék, ahelyett, hogy a cselekményre helyezték volna a hangsúlyt.
A film maga kritikai és pénzügyi bukásnak bizonyult bemutatója idején. Költségvetése 47 millió dollárra rúgott, azonban a jegypénztáraknál ennek csak kevesebb, mint harmadát hozta vissza.